# Fragnes
Fragnes korábbi község (település) Franciaországban, Saône-et-Loire megyében. 2016. január 1-jén La Loyère községgel egyesült és Fragnes-La Loyère új község része lett.
Lakosainak száma 1024 fő (2013). Fragnes La Loyère és Chalon-sur-Saône községekkel határos.

## Népesség
A település népességének változása:
| Lakosok száma | 200  | 257  | 364  | 569  | 740  | 895  | 1008 | 1024 |
|               | 1962 | 1968 | 1975 | 1982 | 1990 | 1999 | 2008 | 2013 |